# Philipp Jakob Treu

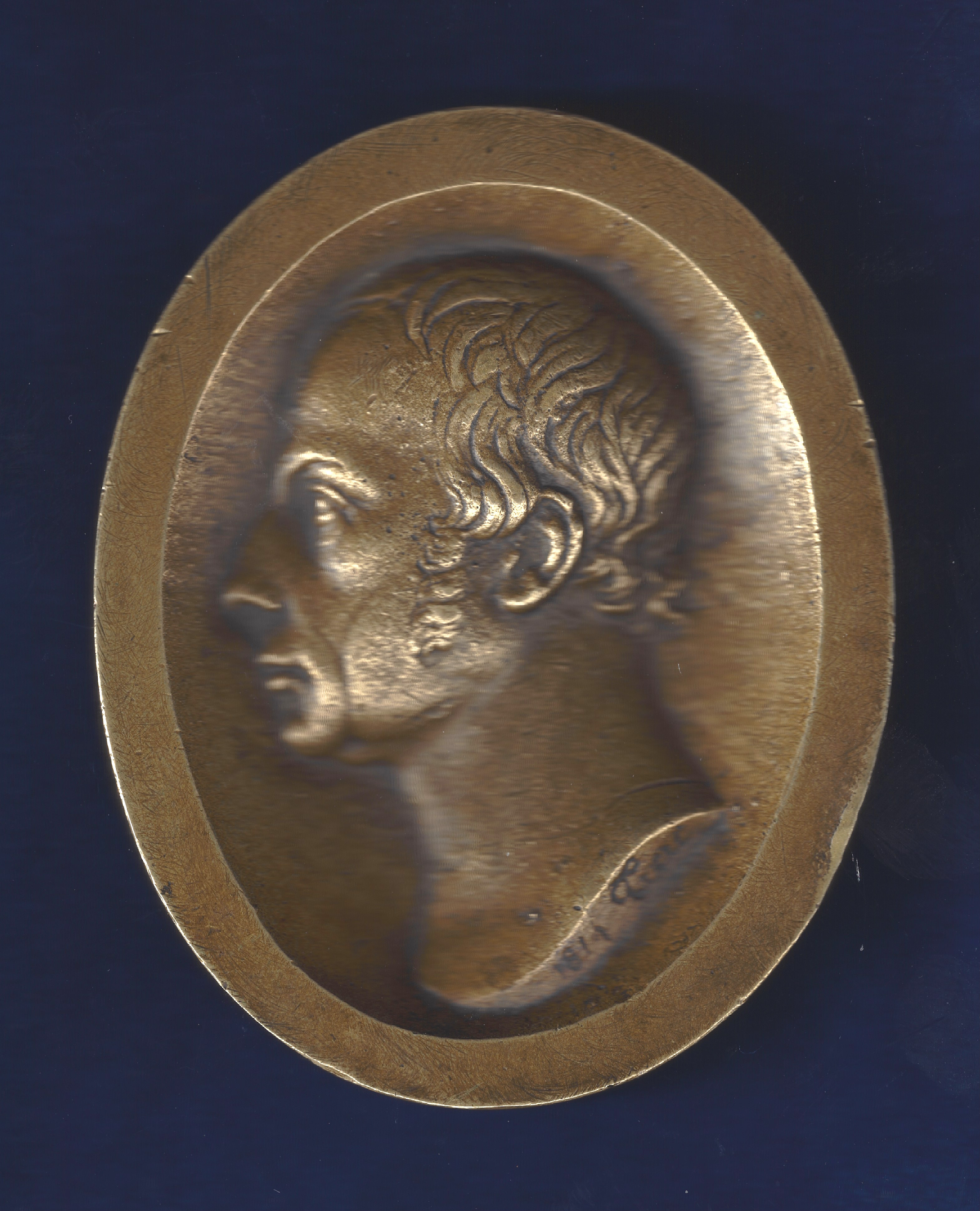
Basel, Schweiz, Medaillon auf Franz I. Kaiser von Österreich, entworfen von P.J. Treu anlässlich des Rheinübergangs am 13. Januar 1814 der verbündeten Monarchen von Russland, Österreich und Preussen im Sechsten Koalitionskrieg der Befreiungskriege gegen Napoleon.

Philipp Jakob Treu (getauft 15. März 1761 in Basel; † 2. März 1825 ebenda) war ein Schweizer Notar, Bildhauer und Medailleur.

## Leben und Wirken
Philipp Jakob Treu betätigte sich neben seinem erlernten Beruf als Notar auch als Bildhauer und Medailleur. Erfolgreich war er vor allem mit Büsten, Reliefs und Bildnismedaillons. Zur Regierungszeit Napoleons war er zeitweise auch in Paris tätig.